# België-route
België-route is de meest gebruikte naam voor de Europa-route, een legale en controversiële methode om de Nederlandse regels op het gebied van gezinshereniging of gezinsvorming te ontwijken door enige tijd alleen of samen met de echtgenoot, echtgenote, partner (aantoonbaar duurzame relatie) of geregistreerd partner in een ander EU-land te wonen.
Bij de route wordt er gebruikgemaakt van het Europees recht, meer precies Richtlijn 2004/38. Het Europese recht is niet soepeler op het gebied van gezinshereniging dan de Nederlandse wetgeving op dit gebied, maar indien legaal een gezin wordt gesticht in een niet-EU land (door een partner uit een niet-EU te laten overkomen), mag op grond van het vrij verkeer van personen gemakkelijk verhuisd worden terug naar Nederland.

## Waarop is de Europa-route gebaseerd?
Toen de EG werd opgericht, werd daarbij een bepaling opgenomen over het recht op vrij verkeer van werknemers tussen lidstaten. Inmiddels zijn deze rechten uitgebreid naar alle burgers van de EU en zijn ze niet langer voorbehouden aan werknemers, maar hebben alle EU-burgers recht op vrij verkeer.
Dit alles is inmiddels vastgelegd in EG-verdragen over het vrije verkeer van personen. Sinds 30 april 2006 gelden in alle 27 lidstaten van de EU de regels zoals neergelegd in Richtlijn 2004/38/EG.
De Europese regels die gebruikt worden zijn alleen van toepassing op EU-burgers of “Unieburgers” die gebruik hebben gemaakt van hun recht op vrij verkeer. Dit zijn onderdanen van andere EU landen en inwoners van de lidstaat die gebruik hebben gemaakt van hun recht op vrij verkeer. Pas dan valt een unieburgen met betrekking tot deze richtlijn onder Europese regelgeving, het zogenaamde Unierecht. Het unierecht is dus Europese regelgeving, maar niet altijd van toepassing, Unierecht geldt namelijk pas na migratie, of bijvoorbeeld internationaal handelen. Voor een in Nederland woonachtige Nederlander die zijn familielid naar Nederland wil halen, gelden deze soepelere EU-regels dus normaal gesproken niet.

Een Nederlander valt alleen onder het EU-recht als gebruik is gemaakt van het recht op vrij verkeer van personen
— Immigratie- en Naturalisatiedienst, Toetsing EU-recht familieleden burger van de Unie. ind.nl. Geraadpleegd op 27 augustus 2024. 

Er is dus een onderscheid tussen Unieburgers die in een andere lidstaat zijn gaan wonen en Unieburgers die alleen in hun eigen lidstaat hebben verbleven. Dit onderscheid tussen twee burgers uit dezelfde lidstaat wordt soms aangegeven door de term Gemeenschapsonderdaan, een gemeenschapsonderdaan is een vreemdeling die Unieburger is en gebruik heeft gemaakt op het Europees recht op vrij verkeer. De term wordt nergens gedefinieerd, maar veelvuldig gebruikt in Europees verband en door de overheid. Er is zelfs een verblijfsdocument voor gemeenschapsonderdanen.

## Voordelen van het gemeenschapsonderdaan zijn
Het grote voordeel van het Unieburger zijn ondervindt men zowel wanneer men zich in een ander EU-land gaat vestigen en daarna weer terugkeert naar de eigen lidstaat. Omdat de status is veranderd in gemeenschapsonderdaan is de Europese wetgeving van toepassing. Dit houdt in dat Europese wetgeving prevaleert boven de nationale en Europese rechten uitgeoefend kunnen worden. Het recht op gezinsvorming/hereniging is ook een Europees recht.

### Gerechtigden
Volgens het gemeenschapsrecht hebben de huwelijkspartner, geregistreerd partner of partner en het gezin van de gemeenschapsonderdaan namelijk diezelfde gemeenschapsrechten als de EU-burger (ze zijn ervan afgeleid), zolang er een juridische band is met die EU-burger. Zij ontlenen die rechten dan van rechtswege aan hem/haar. Dit geldt dus ook als de EU-burger getrouwd is of een aantoonbaar duurzame relatie heeft met een buitenlandse partner van buiten de EU. In Nederland en enkele andere lidstaten geldt het ook voor ongehuwd samenwonenden. Onder het gezin vallen altijd kinderen tot 21 jaar, alsook oudere kinderen en andere familieleden, daaronder (schoon)ouders, vooropgesteld dat wordt aangetoond dat de steun van de EU-burger noodzakelijk is om betrokkene (meestal in het land van herkomst) een normaal bestaan te kunnen laten hebben, naar lokale omstandigheden.

### Juridisch
Het recht op gezinshereniging ontstaat onmiddellijk: een inreisvisum moet gratis en per omgaande verstrekt worden. Daarna volgen pas de toetsingsprocedures of aan de eisen voldaan wordt. De kosten van een verblijfskaart mogen niet meer zijn dan die van een identiteitskaart. Slechts de familieband, identiteit en voldoende inkomen moeten aangetoond worden. Valt men niet terug op de openbare kas gedurende een jaar, dan is dat op zich ook al voldoende. Een verblijf van minimaal 3 maanden is gewaarborgd. Al deze rechten heeft men automatisch: er hoeft niet eerst om gevraagd worden. Dit in tegenstelling tot de nationale procedures zoals bijvoorbeeld in Nederland: men moet om verblijfsrecht vragen wat pas na maanden onderzoek komt, zo niet na jaren procederen. Er zijn hoge inkomenseisen, en alle leges bedragen ongeveer 1000 euro. Alleen al de MVV aanvraag kost ruim 830 euro. Indien aan een voorwaarde niet voldaan wordt, maar dit tijdens de aanvraag verandert, moet men opnieuw een aanvraag doen en opnieuw deze leges betalen.

## Nadelen van het gemeenschapsonderdaan zijn
Het zijn van gemeenschapsonderdaan heeft eigenlijk alleen maar voordelen. Ook mensen met een dubbele nationaliteit profiteren ervan, de nationaliteit van de andere lidstaat prevaleert boven de Nederlandse.
In sommige gevallen kan een beroep op een bijstandsuitkering de rechten op basis van EU-regelingen tenietdoen. De kans daarop wordt kleiner naarmate het verblijf langer duurt. Na vijf jaar kan dat in ieder geval niet meer. Een uitzondering vormen studenten, hun studietijd telt maar gedeeltelijk mee.

## Hoe het functioneert
Om van de Europa-route gebruik te maken moet degene die een legaal verblijf in de Europese Unie heeft, getrouwd zijn, een geregistreerd partnerschap hebben (of daaraan gelijkgesteld) of een duurzame relatie kunnen aantonen om zijn of haar partner dezelfde rechten te laten krijgen als hij- of zijzelf. In België is in deze context een wettelijke samenwoonst gelijk aan een Nederlands geregistreerd partnerschap. Andersom is dit niet het geval: een Nederlands geregistreerd partnerschap wordt in België niet erkend.
Vervolgens moet diegene bewijzen dat hij of zij gemeenschapsonderdaan is, door gebruik te maken van het Europese recht.
Dit wordt dan gedaan door (tijdelijk) in een ander EU-land te gaan wonen, maar kan ook al gelden voor een ondernemer die in meerdere lidstaten actief is. Meestal wordt 6 maanden aangehouden, maar over de minimale verblijfsduur is niets vastgelegd. Dat andere land wordt het gastland genoemd. In het gastland kunnen beide partners onmiddellijk hun EU-rechten uitoefenen en een verblijfskaart aanvragen. Ook een EU-onderdaan die werkzaamheden in loondienst of als zelfstandige heeft verricht in een andere lidstaat is gemeenschapsonderdaan. Aangezien de buitenlandse partner haar Europees recht ontleent aan die van zijn of haar partner, is het in feite niet noodzakelijk om samen naar dit land af te reizen. Het is volgens het Metock en het Sing arrest afdoende wanneer de EU-onderdaan deze EU-rechten opbouwt in het andere EU-land.
Bij terugkeer naar Nederland blijft het gemeenschapsrecht van toepassing. Aangezien Europese regelgeving voorrang heeft boven nationale regelgeving is bij terugkeer naar Nederland dan niet meer het nationale vreemdelingenbeleid van toepassing, maar valt men, net als EU-onderdanen uit een ander EU-land die in Nederland zijn komen wonen, onder de veel soepelere Europese regels voor gezinshereniging en -vorming. Ten eerste moet er sprake zijn geweest van een ‘daadwerkelijk verblijf’ in het gastland. Dat is alleen het geval, volgens het Hof in zaak C-456/12 , wanneer de Unieburger langer dan drie maanden wilde verblijven in het gastland en zich daartoe heeft gevestigd in het gastland overeenkomstig artikel 7 van de richtlijn. Ten tweede verlangt het Hof dat in het gastland een gezinsleven is opgebouwd of bestendigd en dat de derdelanders daar een afgeleid verblijfsrecht hebben verworven.
Voor het inschrijven van de buitenlandse partner in Nederland dient EU-toetsing aangevraagd te worden.
Het Hof geeft de lidstaten instructie hoe zij misbruik van de richtlijn 2004/38 betreffende het vrij verkeer van Burgers van de Unie kunnen voorkomen. Er moet sprake zijn van daadwerkelijke vestiging van beide partners, weekendtrips en vakanties vallen daar niet onder. Ook niet als hiermee accumulatief de algemene minimum termijn van drie maanden zou zijn bereikt. Tevens moet zoals eerder vermeld, sprake zijn van de daadwerkelijk opbouw van een gezinsleven in de andere lidstaat voordat sprake is van verkregen EU-burgerrechten bij de derdelander.
Deze Europese regels zijn ook van toepassing in alle andere EU-lidstaten; de Europa-route kan dan ook in elke andere lidstaat worden uitgevoerd.
Sinds 2015 werken de Nederlandse en Belgische overheden samen om fraude middels deze route te voorkomen, bijvoorbeeld door verblijf in een andere EU-lidstaat door afgewezen asielzoekers met een partner met EU-burgerschap.

## Redenen om van de Europa-route gebruik te maken
Redenen om van de Europa-route gebruik te maken zijn:
- Strafbare feiten gepleegd door de partner, of ongewenstverklaring kunnen niet per wet uitgesloten worden.
- (Eerder) illegaal verblijf heeft geen invloed op dit recht.
- Een visum moet per omgaande en gratis verstrekt worden.
- Ten minste 3 maanden vrij verblijf.
- Geen inburgeringsplicht.
- Geen inburgeringsexamen.
- Kosten van het gehele traject zijn onder meer vanwege het bovenstaande aanzienlijk lager.
- Uitkering in lidstaat van vertrek moet gedurende de eerste 3 maanden overgemaakt worden.
- Van rechtswege legaal verblijf, geen aanvraag noodzakelijk.
- Slechts een meldplicht bij verblijf langer dan 3 maanden.
- Bij verblijf als economisch niet actieve geen inkomenseis. Slechts de eis niet terug te vallen op de openbare kas.
- Inkomenseis, ten hoogste gelijk aan bijstandsniveau.
- Partners: Het aantonen van een langdurige relatie is voldoende[9]
- Kinderen: rechten kunnen ook ontleend worden aan het EU-kind (dus zonder de EU-vader of -moeder).
- Recht om tot en met de rechtszitting in het land aanwezig te zijn.
- Het verblijfsdocument is geen vergunning en bevestigt alleen het verblijfsrecht.
- Het verblijfsdocument kost hetzelfde als een identiteitskaart, of minder.
- Ook bij terugkeer in Nederland als gemeenschapsonderdaan blijven bovenstaande rechten gelden, lidstaten kunnen geen strengere eisen stellen (dus ook Nederland kan dat niet).
- Snellere, simpeler procedure: overheden mogen slechts controleren op de eisen en frauduleus handelen[10].

## Nadelen van de Europa-route
Een nadeel van de Europa-route kan zijn dat lokale ambtenaren niet op de hoogte zijn van de Europese regelgeving. Hiervoor bestaat een speciale EU-organisatie die helpt door te communiceren met de niet meewerkende organisatie. Het is een Europees probleem dat regels niet te allen tijde juist en op tijd worden geïmplementeerd.
Hoewel het in theorie een eenvoudige procedure is, kan deze door gebrek aan kennis van de behandelend ambtenaar soms toch moeizaam verlopen. Er zijn overheden die een ontmoedigingsbeleid voeren en het de gebruikers van de EU-route niet makkelijk maken, alhoewel dit in strijd is met de Europese regels. Van Nederland is het bekend dat de IND als uitvoerende instantie een actief ontmoedigingsbeleid voert.